# Elisabeth Kellner
Elisabeth Kellner (16 gennaio 1966) è un'ex sciatrice alpina austriaca paralimpica, che ha rappresentato l'Austria nello sci alpino paralimpico ai Giochi paralimpici invernali del 1988 e del 1994, vincitrice di quattro medaglie: tre medaglie d'oro e una medaglia d'argento.

## Carriera
Partecipante alle Paralimpiadi invernali di Innsbruck del 1988 nella categoria B2, Kellner ha vinto due medaglie d'oro: nello slalom gigante (con un tempo di 1:58.27) e discesa libera (gara conclusa in 0:53.24).
Sei anni più tardi, a Lillehammer, in Norvegia, ha conquistato l'oro nella gara di slalom gigante B1-2 (tempo realizzato di 2:50.31) e l'argento in supercombinata alpina in 1:18.89 (sul podio, oro per Gabriele Huemer in 1:18.89 e bronzo per Joanne Duffy in 1:27.74). Entrambe la gare si sono svolte nella categoria B1-2.

## Palmarès

### Paralimpiadi
- 4 medaglie:
  - 3 ori (slalom gigante B2 e discesa libera B2 a Innsbruck 1988; slalom gigante B1-2 a 1996 - Nessuna Paralimpiade invernale)
  - 1 argento (supercombinata B1-2 a 1996 - Nessuna Paralimpiade invernale)